# Nancy Wilson (Gitarristin)

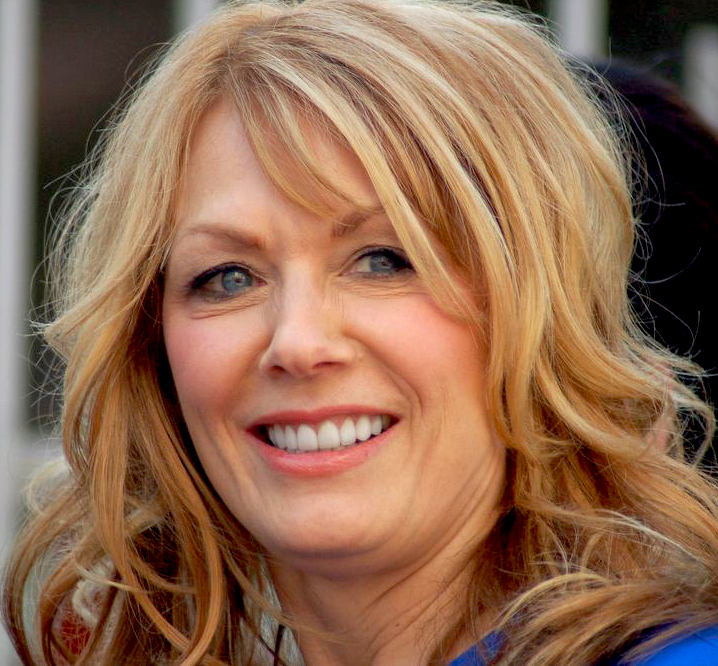
Nancy Wilson, 2012

Nancy Lamoureux Wilson (* 16. März 1954 in San Francisco, Kalifornien) ist eine US-amerikanische Songwriterin, Gitarristin, Sängerin und wie auch ihre Schwester Ann Wilson Mitglied der Band Heart.

## Karriere

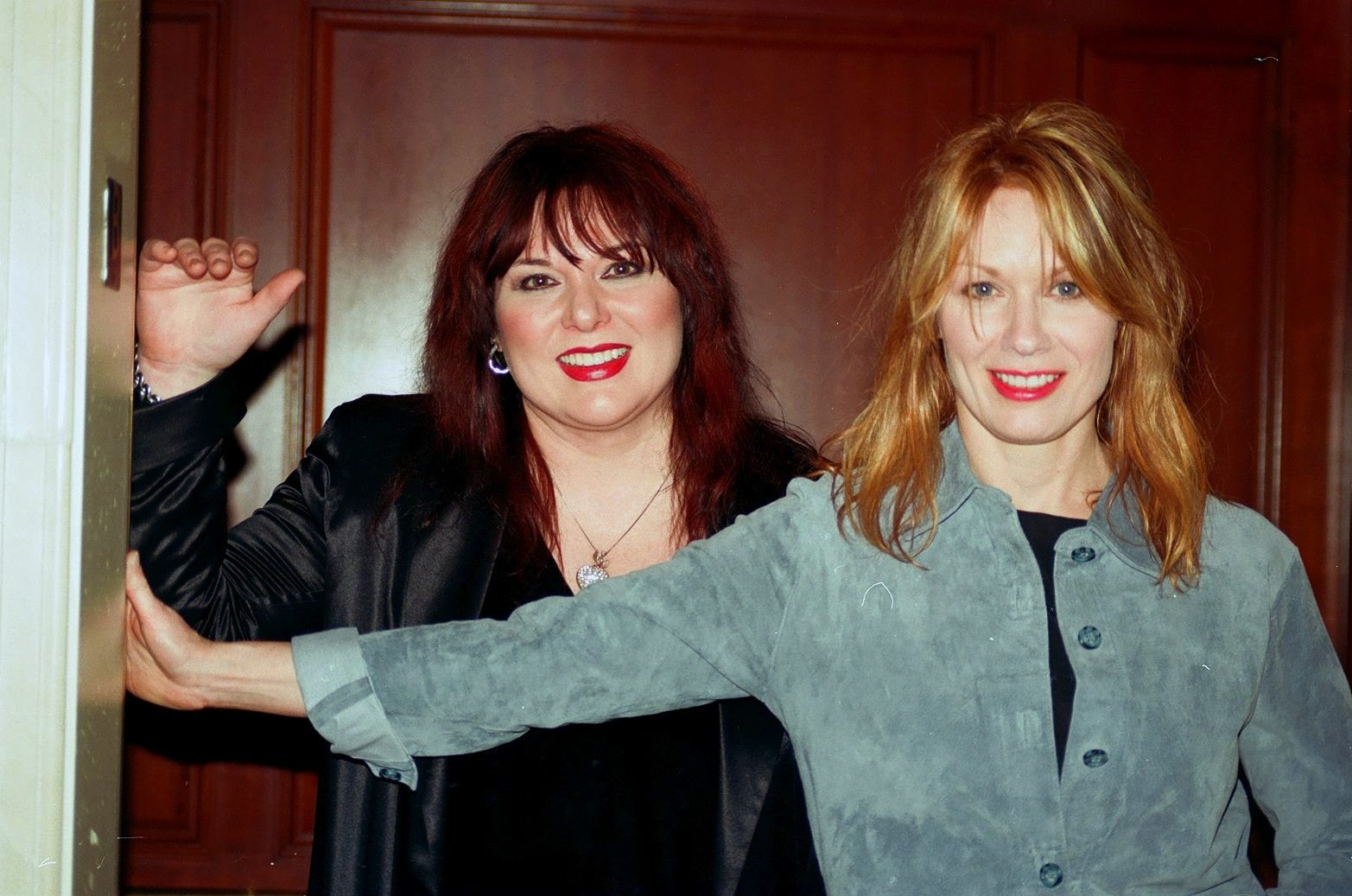
Ann und Nancy Wilson, 1998

Wilson spielte bei Heart Rhythmusgitarre und sang im Hintergrund. Nur bei wenigen Aufnahmen der Band übernimmt sie den Leadgesang, darunter These Dreams. Dieser Song wurde ein Nummer-eins-Hit in den Billboard Hot 100.  
Von 1986 bis 2010 war Wilson mit dem Schauspieler Cameron Crowe verheiratet, mit dem sie zwei Kinder hat. Seitdem komponierte sie für viele seiner Spielfilme die Musik. 1999 veröffentlichte sie ihr einziges Soloalbum, Live at McCabe’s Guitar Shop. Seit April 2012 ist sie in zweiter Ehe mit dem Musikproduzenten Geoff Bywater verheiratet.

## Filmografie
als Komponistin
- 1989: Teen Lover (Say Anything...)
- 2000: Almost Famous – Fast berühmt (Almost Famous)
- 2001: Vanilla Sky
- 2005: Elizabethtown

als Darstellerin
- 1984: The Wild Life
- 1983: Chicago Cop
- 1982: Ich glaub’, ich steh’ im Wald (Fast Times at Ridgemont High)

## Auszeichnungen
- 1997: ASCAP Award für Jerry Maguire
- 2001: BAFTA-Nominierung für Almost Famous